# WestBam
WestBam is de artiestennaam van de Duitse dj-producer Maximillian Lenz (Münster, 4 maart 1965), die actief is in de subgenres rave en techno. Hij was een van de eerste Duitsers die zich met dancemuziek bezighield en zodoende een invloedrijke pionier in het Duitse muzieklandschap. WestBam is vooral bekend van singles als The Mayday Anthem (1992) en Celebration Generation en zat ook achter de platen van het project Members of Mayday. WestBam was ook bij de organisatie van feesten betrokken. Zo hoorde hij bij de oprichters van de Love Parade en van Mayday.
De naam WestBam werd bedacht als eerbetoon aan de rapper Afrika Bambaataa, die Lenz als zijn grootste voorbeeld ziet. WestBam is afkorting voor Westfalia Bambaataa. 

## Beginjaren
Maximillian Lenz begon als muzikant als tiener in de punkscene. Zo was hij lid van de band Anormal Null en richtte hij het magazine Schwarz Rot Gold op. In 1983 begon hij als dj in zijn geboortestad Münster. Een jaar later verlegde hij zijn werkterrein naar West-Berlijn. In 1985 produceerde hij met zijn schoolvriend Klaus Jankuhn het nummer 17 – This Is Not a Boris Becker song. Het was een parodie op het nummer 19 van Paul Hardcastle, dat verwees naar het succes van de net doorgebroken tennisser Boris Becker. Gezamenlijk richtten ze ook het label Low Spirit op. Klaus zou hem vanaf dat moment op de achtergrond bijstaan als co-producer.
Na in het voorprogramma van de band Deutsch-Amerikanische Freundschaft gestaan te hebben maakte hij de single Monkey Say, Monkey Do (1988). Dit nummer werd een van de eerste dancehits van Duitse makelij. De opvolger werd de sampletrack Disco Deutschland waarop hij provoceerde door samples van Adolf Hitler te gebruiken. Er volgde een titelloos vinylalbum waarop een housesmiley in de vorm van Hitler getekend was. Het Duitse Goethe-instituutbesloot hem daarna als een van de culturele ambassadeurs mee te sturen naar de Olympische Zomerspelen 1988. Hiervan verscheen een album met tracks. Daarna was hij ook betrokken bij het organiseren van de eerste Love Parade (1989) en Mayday (1992).

## Doorbraak
The Cabinet (1989) was het eerste volwaardige artiestenalbum van WestBam. Ook verschenen er enkele singles die de hitparades bereikten zoals Hold me back en And Party. Zijn eerste Nederlandse hitnotering werd het nummer The Mayday Anthem, dat werd geschreven voor de eerste editie van Mayday. De stem die in het nummer werd gebruikt is van Marusha. Vanaf 1993 maakten Klaus en Maximillian de anthems onder de naam Members of Mayday. Hiervan werden onder andere Sonic Empire (1997) en 10 in 01 (2001) succesjes. Zijn succesvolste album werd Bam Bam Bam (1994), dat de hit Celebration Generation opleverde.

## Samenwerkingen
Voor het album We'll Never Stop Living This Way (1997) werkte hij samen met rapper Afrika Islam als Mr. X & Mr. Y. Gezamenlijk zouden ze het album New World Order maken en in 2004 een mislukte poging doen om Duitsland te vertegenwoordigen op het Eurovisiesongfestival. In 1998 kwam een van zijn jongensdromen uit door een samenwerking met Afrika Bambaataa op het nummer Agharta - The City of Shamballa. Op het album Right on stonden meerdere samenwerkingen met vocalisten. De opvallendste daarvan was Oldskool Baby met zangeres Nena. In die jaren produceerden Lenz en Jankuhn enkele anthems voor de Love Parade. Naar voorbeeld van Members of Mayday werd hiervoor het project Love Comittee opgericht. Ook maakte hij enkele anthems met Dr. Motte. Op het album Do You Believe In The Westworld stond een samenwerking met housevocalist Darryl Pandy.

## Nieuwe projecten
In 2006 doet Maximillian Low Spirit van de hand. Hij richtte zich op enkele nieuwe projecten en schreef een boek. Met zijn optredens en producties voor de Love Parade stopte hij. Zijn afscheidsoptreden ging echter nooit door vanwege het Drama tijdens Love Parade in Duisburg, dat plaatsvond in 2010. Na een tijd van acht jaar tussen twee albums kwam in 2013 het ambitieuze album Götterstraße uit. Hierop werkte hij samen met Lil Wayne, Iggy Pop, Bernard Sumner Brian Molko en Kanye West. In 2014 kwam Lenz weer in het nieuws doordat hij zijn medewerking aan Mayday stopte. Hij kon zich niet meer vinden in de muzikale koers van het festival.

## Trivia
- Maximillian Lenz is de broer van Fabian Lenz, die ook als DJ actief is onder de naam DJ Dick. Hij had weer een relatie met Marusha.[2]
- WestBam is een van de weinige danceartiesten die onderdeel uitmaken van de Universal Zulu Nation beweging van Afrika Bambaataa.

## Discografie

### Albums
- Westbam in Seoul (1988)
- WestBam (1988)
- The Cabinet (1989)
- The Roof Is on Fire (1991)
- A Practising Maniac at Work (1991)
- Bam Bam Bam (1994)
- Members of Mayday - Members Only (1995)
- We'll Never Stop Living This Way (1997)
- Mr. X & Mr. Y - New World Order (1999)
- Right On (2002)
- Do You Believe in the Westworld (2005)
- Members of Mayday - All In One (2009)
- Götterstrasse (2013)
- The Risky Sets!!! (2019)